# Mom and the Red Bean Cake
Mom and the Red Bean Cake é um documentário de 2009 da Coreia do Sul dirigido por Yoo Hae-jin e produzido pela MBC. Foi o primeiro documentário coreano a ganhar um Emmy Internacional.

## Sinopse
O filme conta a história de Choi Jeong-mi, uma dona de casa com câncer estomacal que vende bolos de feijão vermelho para comprar uma casa para seus dois filhos pequenos.